# Escut i bandera de les Alqueries
L'escut i la bandera de les Alqueries són els símbols representatius del municipi valencià de les Alqueries (la Plana Baixa).

## Escut heràldic
L'escut oficial de les Alqueries té el següent blasonament:
| « | Escut partit. Primer, de sinople, la vila d'or. Segon, d'or, els quatre pals de gules. Al timbre, corona reial tancada. | » |

## Bandera
La bandera oficial de les Alqueries té la següent descripció:
| « | Bandera de proporcions 2:3. Primer i tercer terç de verd. Terç central, quatre pals horitzontals de gules sobre camper d'or. Escut municipal al centre. | » |

## Història
L'escut s'aprovà per Ordre d'11 de gener de 1990 de la conselleria d'Administració Pública, publicada en el DOGV núm. 1.244, de 14 de febrer de 1990.
Les cases o alqueries de la primera partició són un senyal parlant referent al topònim. Els quatre pals, les armes del Regne de València, recorden la tradicional vinculació del municipi a Vila-real, fins al 1985, any de la segregació administrativa.
La bandera s'aprovà per Resolució de 24 de novembre de 1997, publicada en el DOGV núm. 3.175 de 3 de febrer de 1998.